# 忠貞可汗
忠貞可汗（？—790年），名多逻斯，号“泮官特勒”，药罗葛氏，是回鹘的第五任可汗，他是长寿天亲可汗之子。
789年十二月，长寿天亲可汗去世，多逻斯继承汗位，称登里啰汩没蜜施俱录毗伽可汗。唐朝派遣鸿胪卿郭锋册封他为忠貞可汗。依俗继娶顿莫贺达干可敦咸安公主。790年三月，忠貞可汗被仆固怀恩的孙女、少可敦叶公主和弟弟毒死，大将颉干迦斯从西征吐蕃的前线返还，拥立忠貞可汗的幼子阿啜为新可汗。